# モニカ・ハジェット
モニカ・ハジェット（Monica Huggett, 1953年5月16日 ロンドン - ）は、イギリスのバロック・ヴァイオリン奏者。

## 経歴
6歳から初期のヴァイオリン教育を受け、16歳で王立音楽院ヴァイオリン科に進む。早くも音楽院に在籍中からバロック・ヴァイオリンとの関係を深め、とりわけこの楽器の研究に没頭する。
1980年にトン・コープマンとアムステルダム・バロック管弦楽団を結成し、1987年までコンサート・ミストレスを務める。ソリストとしては、その他の古楽器オーケストラと共演して協奏曲を演奏・録音し、あるいは古楽器アンサンブルと室内楽演奏で共演を重ねてきた。録音も数多く、中でもアルカンジェロ・コレッリの《ソナタ》作品5の録音は、丁寧な音楽作りで評価が高い。また、チェンバロ奏者のミッツィ・メイヤーソンらと古楽器アンサンブル「トリオ・ソヌリー」を結成している。ほかにも、数々の古楽器オーケストラや古楽器アンサンブルにおいて、客演指揮者や芸術監督としても活動している。
ハーグ王立音楽院とブレーメン芸術高等学校において、バロック・ヴァイオリンの教授を務めている。